# Línea Ripoll-Puigcerdá
La línea Ripoll-Puigcerdá es una línea internacional de ferrocarril pirenaica que une Ripoll con Puigcerdá (en la provincia de Gerona, España) y con el pueblo de Latour-de-Carol (Pirineos Orientales, Francia).
La línea comienza en Ripoll y se bifurca de la línea Barcelona - San Juan de las Abadesas, a diferencia de ésta que nació para transportar carbón, la línea de Puigcerdá era una línea internacional al enlazar en Puigcerdá y Torre con la red francesa de ferrocarriles, incluso se planteó la conversión de la línea a ancho internacional. Aunque hay un ramal de ancho internacional hasta la estación de Puigcerdá, este no se utiliza y la conexión con la red francesa actualmente siempre es Torre de Querol.

## Servicios
Actualmente circula por esta línea trenes de la línea R3 de Cercanías Barcelona conectan Barcelona con la estación de Vic, en servicio de cercanías, y hasta Ripoll, Puigcerdá y Latour-de-Carol en servicio regional pero integrado en la misma R3.

## Historia
No fue hasta 1922 cuando se inauguró la línea del ferrocarril, con varios tramos construidos por la empresa Cubiertas y Tejados, fundada en 1916 por Víctor Messa Arnau, que tenía raíces en la comarca de la Cerdaña.
La conexión entre Puigcerdà y la estación de Latour de Carol-Enveitg no se realizó hasta 1929. Junto con la internacionalización de la línea, se llevaron a cabo los trabajos de electrificación, lo que permitió la comunicación de viajeros y el aumento de transacciones comerciales entre ambos países. Así pues, la estación de Latour de Carol se convirtió en una estación donde se reúnen tres anchos de vía diferentes: el ancho ibérico, el ancho internacional y el tercer raíl, inspirado en el metro de París.